# Vanitasstilleven (Steenwijck)
Vanitasstilleven is een schilderij van de Nederlandse kunstschilder Harmen Steenwijck van rond 1640, olieverf op paneel, 39,2 × 50,7 centimeter groot. Het werk bevindt zich thans in de collectie van de National Gallery te Londen.

## Afbeelding
In Vanitasstilleven beeldt  Steenwijck in een realistische stijl een aantal typische vanitas-objecten af. Ze refereren aan de ijdelheid en de tijdelijkheid van het leven: op de eerste plaats natuurlijk de schedel, maar ook het horloge (het verstrijken van de tijd), de muziekinstrumenten (de zinnelijkheid), de boeken (menselijke kennis) en de kleine van de lampenpit opstijgende rookpluim zijn in dat licht te beschouwen
Compositorisch wordt het werk gedomineerd door de schuine lichtbalk, die vanaf linksboven langs een eenvoudige egale muur de compact gearrangeerde objecten rechts beneden beschijnt. Het geconcentreerde clair-obscur zorgt voor een spookachtig effect, met harde schaduwen. Dwars op de richting van de lichtstralen brengen het Japanse zwaard en de fluit twee tegengestelde diagonalen aan. De voorwerpen lijken meer ruimte in beslag te nemen dan de tafel qua diepte logischerwijs kan dragen, zoals overigens vaker voorkomt in stillevens uit die tijd.
Kenmerkend voor Steenwijck, en zeker ook in zijn Vanitasstilleven, is dat hij voortdurend naar contrasten zoekt. Zo zien we een systematische afwisseling van enerzijds ronde vormen, zoals de luit, de wijnkan, en de schedel, en anderzijds holle vormen, zoals de deksel van het horloge, de oogholtes in de schedel, het uiteinde van een blaasinstrument en de onregelmatige holte van de schelp. Een gaaf, praktisch nieuw boek plaatst hij tegenover een stukgelezen exemplaar dat nauwelijks nog kan sluiten. Een roze doek steekt af tegen het afhangende groene tafelkleed. Tenmidden van dit alles wordt de aandacht van de kijker vooral getrokken door de schedel, die als het ware in een spotlicht is gezet. De perfecte ronde vorm ervan contrasteert met de onregelmatige contouren van de oog- en neusopeningen, en de bovenkaak met het niet meer intacte gebit.
Steenwijck schilderde zijn stillevens in een feilloze, verfijnde techniek, die doet denken aan het werk van Gerrit Dou. Compositorisch is de invloed te zien van Pieter Claesz. Met het werk van beide schilders was Steenwijck bekend.

## Objecten uit een schildersatelier

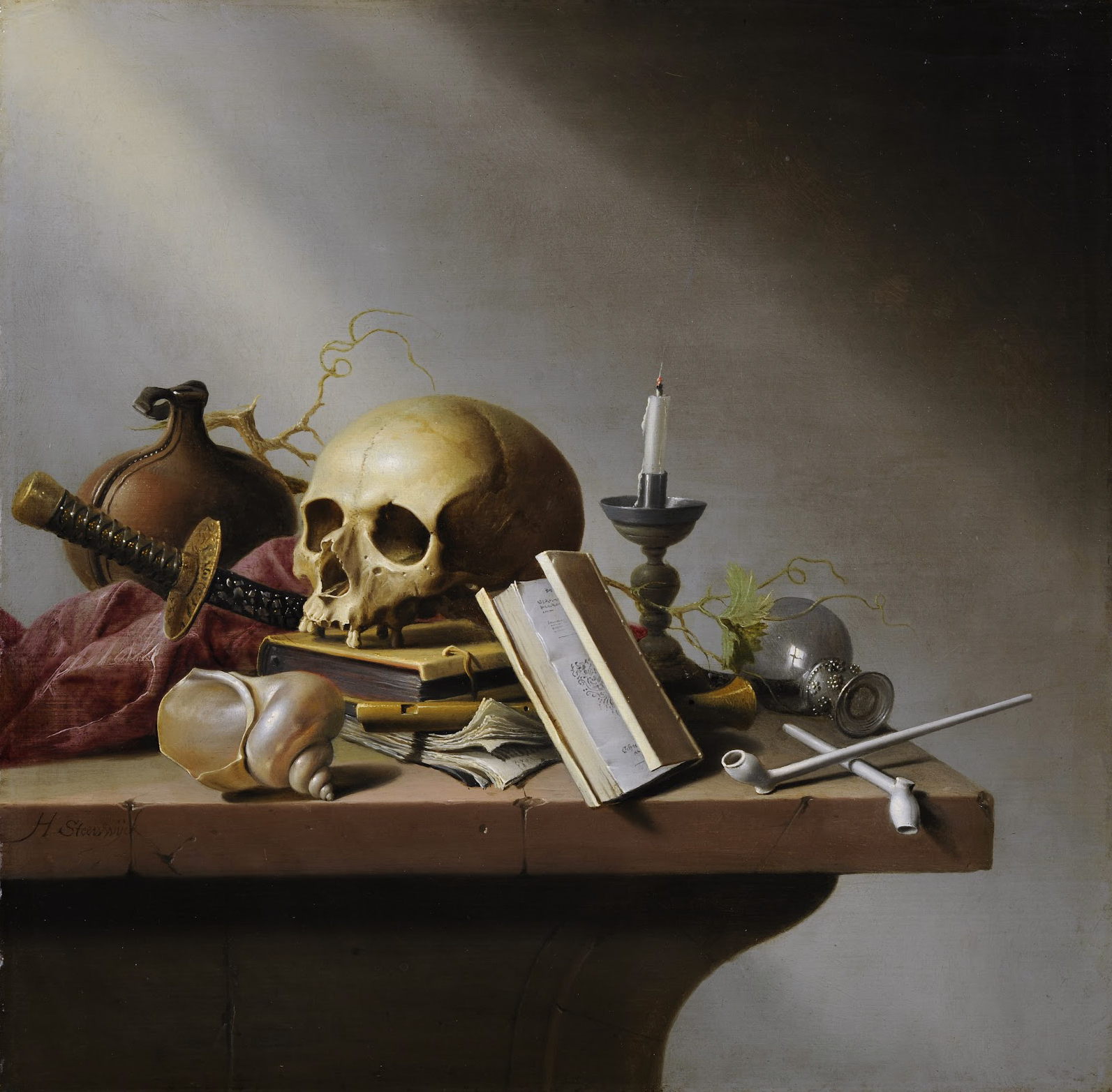
Ander vanitasstilleven van Steenwijck, circa 1640, met veel van dezelfde objecten.

De objecten die Steenwijck in zijn Vanitasstilleven gebruikt lijken exotisch en naar hedendaagse begrippen ongewoon, maar zijn typerend voor hetgeen in een zeventiende eeuw schildersatelier kon worden aangetroffen. Een vergelijkbaar Japans zwaard is bijvoorbeeld ook te zien in een aantal werken van Rembrandt. Schedels keren terug in het werk van talloze stillevenschilders uit die tijd, exotische schelpen en Oosterse lampen evenzeer. De objecten die Steenwijck gebruikt keren ook herhaaldelijk terug in andere stillevens van zijn hand.
Röntgenonderzoek heeft uitgewezen dat Steenwijck in zijn schilderij aanvankelijk een buste van een Romeinse keizer had opgenomen, compleet met lauwerkrans. Dergelijke bustes behoorden toentertijd eveneens tot de standaarduitrusting van een schildersatelier en stonden doorgaans symbool voor de leegheid van wereldlijk succes. Later heeft hij de buste echter overgeschilderd met de wijnkan rechts. Bladeren van de lauwerkrans zijn heel vaag nog net zichtbaar met het blote oog.